# EP+6
Az EP+6 a Mogwai második válogatásalbuma, amelyet 2000. augusztus 23-án adott ki a Toy's Factory Japánban, és 2001. szeptember 17-én a Chemikal Underground az Egyesült Királyságban.

## Leírás
A lemez a Mogwai három korábbi középlemezét (4 Satin, No Education = No Future (Fuck the Curfew), EP), valamint a Stanley Kubrick dal klipét tartalmazza E-CD formátumon. A japán verzión az Xmas Steps című szám klipje, a briten pedig képernyővédő, fotók és kritikák szerepelnek. Az EP és EP+6 lemezek borítója megegyezik: Neale Smith skót fotós egy East Kilbride-i víztoronyról készült felvétele.

## Számlista
Az összes szám szerzője a Mogwai, kivéve a Now You’re Taken dalé, melyet Aidan Moffat írt; Barry Burns az első hat számnál nem volt jelen.
| 1.    | Superheroes of BMX               | 4 Satin                                    | 8:05  |
| 2.    | Now You’re Taken                 | 4 Satin                                    | 7:00  |
| 3.    | Stereodee                        | 4 Satin                                    | 13:39 |
| 4.    | Xmas Steps                       | No Education = No Future (Fuck the Curfew) | 11:13 |
| 5.    | Rollerball                       | Come On Die Young                          | 3:47  |
| 6.    | Small Children in the Background | No Education = No Future (Fuck the Curfew) | 6:51  |
| 7.    | Stanley Kubrick                  | EP                                         | 4:19  |
| 8.    | Christmas Song                   | EP                                         | 3:26  |
| 9.    | Burn Girl Prom Queen             | EP                                         | 8:33  |
| 10.   | Rage Man                         | EP                                         | 5:05  |
| 72:05 |                                  |                                            |       |

## Közreműködők

### Mogwai
- Stuart Braithwaite – gitár, billentyűk, ütőhangszerek
- Dominic Aitchison – gitár, basszusgitár
- Martin Bulloch – dob
- Barry Burns – gitár, billentyűk
- John Cummings – gitár, zongora

### Más zenészek
- Aidan Moffat, Lee Cohen – ének
- Luke Sutherland – hegedű
- The Cowdenbeath Brass Band – fúvós hangszerek

### Gyártás
- Paul Savage, Andy Miller, Jamie Harley, Geoff Allan, Michael Brennan Jr. – producerek
- Kevin Lynch, Tony Doogan, Willie Deans – gyártásasszisztensek

## Kiadások
| Ország             | Dátum                | Kiadó                | Formátum | Katalógusazonosító |
| ------------------ | -------------------- | -------------------- | -------- | ------------------ |
| Japán              | 2000. augusztus 23.  | Toy’s Factory        | E-CD     | TFCK-87224         |
| Egyesült Királyság | 2001. szeptember 17. | Chemikal Underground | E-CD     | CHEM056CD          |

## Fordítás
Ez a szócikk részben vagy egészben  az   EP+6 című angol Wikipédia-szócikk ezen változatának fordításán alapul.  Az eredeti cikk szerkesztőit annak laptörténete sorolja fel. Ez a jelzés csupán a megfogalmazás eredetét és a szerzői jogokat jelzi, nem szolgál a cikkben szereplő információk forrásmegjelöléseként.